# Shukō Murase
Shukō Murase (村瀬 修功?, Murase Shukō; 1964) è un regista giapponese.
Già affermato sakkan del famoso studio Sunrise, è noto anche per il suo contributo come character designer in Gundam Wing e Argento Soma. Ha debuttato come regista nel 2002 nell'anime televisivo Witch Hunter Robin.

## Opere principali
- I cinque Samurai (1988, direttore dell'animazione)
- Mashin Eiyūden Wataru 2 (1990, direttore dell'animazione)
- Mobile Suit Gundam F91 (1991, direttore dell'animazione)
- Mobile Suit Victory Gundam (1993, direttore dell'animazione)
- Gundam Wing (1995, character design)
- Gasaraki (1998, character design)
- Final Fantasy IX (2000, character design)
- Argento Soma (2000, character design)
- Witch Hunter Robin (2002, regista)
- Samurai Champloo (2004, animatore, storyboard, regia episodi)
- Ergo Proxy (2006, regista)
- L'organo genocida (2017, regista)
- Mobile Suit Gundam Hathaway (2021, regista)